# Лейк-В'ю (Південна Кароліна)
Лейк-В'ю (англ. Lake View) — місто (англ. town) в США, в окрузі Діллон штату Південна Кароліна. Населення — 764 особи (2020).

## Географія
Лейк-В'ю розташований за координатами 34°20′27″ пн. ш. 79°9′59″ зх. д. / 34.34083° пн. ш. 79.16639° зх. д. (34.340784, -79.166426).  За даними Бюро перепису населення США в 2010 році місто мало площу 4,37 км², з яких 4,37 км² — суходіл та 0,00 км² — водойми.

## Демографія
Згідно з переписом 2010 року, у місті мешкало 807 осіб у 345 домогосподарствах у складі 194 родин. Густота населення становила 185 осіб/км².  Було 408 помешкань (93/км²).
Расовий склад населення:
| - 65,2 % — білих - 33,0 % — чорних або афроамериканців - 0,5 % — корінних американців - 0,1 % — азіатів - 1,0 % — осіб інших рас |

До двох чи більше рас належало 0,2 %. Частка іспаномовних становила 1,5 % від усіх жителів.
За віковим діапазоном населення розподілялося таким чином: 19,6 % — особи молодші 18 років, 53,3 % — особи у віці 18—64 років, 27,1 % — особи у віці 65 років та старші. Медіана віку мешканця становила 49,5 року. На 100 осіб жіночої статі у місті припадало 75,8 чоловіків;  на 100 жінок у віці від 18 років та старших — 73,1 чоловіків також старших 18 років.
Середній дохід на одне домашнє господарство  становив 36 684 долари США (медіана — 28 375), а середній дохід на одну сім'ю — 48 338 доларів (медіана — 35 938). Медіана доходів становила 26 518 доларів для чоловіків та 27 292 долари для жінок. За межею бідності перебувало 22,4 % осіб, у тому числі 6,3 % дітей у віці до 18 років та 24,4 % осіб у віці 65 років та старших.
Цивільне працевлаштоване населення становило 258 осіб. Основні галузі зайнятості: освіта, охорона здоров'я та соціальна допомога — 25,2 %, роздрібна торгівля — 20,2 %, виробництво — 16,7 %.